# Brünas Heide
Die Brünas Heide ist ein Naturschutzgebiet in der niedersächsischen Gemeinde Esche in der Samtgemeinde Neuenhaus im Landkreis Grafschaft Bentheim.
Das Naturschutzgebiet mit dem Kennzeichen NSG WE 139 ist 10 Hektar groß. Es liegt südlich von Esche zwischen Hoogstede und Neuenhaus und stellt einen Rest einer Hudelandschaft, einer früher im Vechtetal weit verbreiteten Kulturlandschaft, unter Schutz. Das Gebiet ist durch Trockenrasen, Sandheiden und Gehölze – in erster Linie Wacholder und Dornsträucher – geprägt.
Das Naturschutzgebiet, das von landwirtschaftlichen Nutzflächen umgeben ist, grenzt im Westen an die Vechte, im Süden an die Asmeerbecke. Es steht seit dem 30. Juli 1983 unter Naturschutz. Zuständige untere Naturschutzbehörde ist der Landkreis Grafschaft Bentheim.